# Christine Evangelista
Christine Evangelista (* 27. října 1986, Staten Island, New York, Spojené státy americké) je americká herečka. Od roku 2017 hraje v seriálu The Arrangement.

## Životopis
Evangelista se narodila v New Yorku a odmaturovala na herecké škole Herberta Beghofa. Zahrála si v několika mimo-Broadwayských hrách a později se objevila v hostujících seriálech jako Právo a pořádek, Dobrá manželka a Spravedlnost v krvi.. Hlavní roli získala v roce 2007 v seriálu stanice Spike TV The Point. Vedlejší role si zahrála ve filmech Pan Dokonalý (2009), Jonesovi (2009), v nezávislém filmu Goodbye Baby (2007), Escapee (2011) a Alter Egos (2012).
V roce 2013 získala hlavní roli v dramatickém seriálu stanice ABC Lucky 7. V roce 2014 získala vedlejší roli Allison Rafferty v seriálu stanice NBC Chicago Fire. Hlavní roli si zahrála v nezávislém filmu Red Butterfly v roce 2014 a vedlejší role si zahrála ve filmech Stážista s Anne Hathawayovou a Bleed For This s Milesem Tellerem. V roce 2015 si zahrála v pilotním díle seriálu The Adversaries, ale seriál nebyl vybrán televizí do vysílání. Později v roce 2015 byla obsazena do hlavní role seriálu stanice E! The Arrangement.
Její sestřenicí je kanadská supermodelka Linda Evangelista.

## Filmografie
| Rok             | Název                     | Role             | Poznámky               |
| --------------- | ------------------------- | ---------------- | ---------------------- |
| 2005            | Právo a pořádek           | Lindsay Doyle    | díl: „House of Cards“  |
| 2006            | Usvědčeni                 | Alyssa Burnside  | díl: „The Wall“        |
| 2007            | Goodbye Baby              | Melissa          |                        |
| 2007            | Vražedný souboj           | Ashley Beck      | 8 dílů                 |
| 2008            | The 9th Circle            | Scarecrow        | krátkometrážní film    |
| 2008            | Canterbury's Law          | Kathy Delgato    | díl: „Sweet Sixteen“   |
| 2008            | Awilda and a Bee          | Vítězka          | krátkometrážní film    |
| 2009            | This Is Madness           | Recepční         | krátkometrážní film    |
| 2009            | Arranged: The Musical     | Christine        | krátkometrážní film    |
| 2009            | Pan Dokonalý              | Brooke           |                        |
| 2009            | Právo a pořádek           | Adrian Hemmings  | díl: „All New“         |
| 2009            | Jonesovi                  | Naomi Madsen     |                        |
| 2010            | Harvest                   | Tina             |                        |
| 2010            | Ve službách FBI           | Veronica Naylon  | díl: „Copycat Caffrey“ |
| 2010            | Royal Pains               | Michelle         | díl: „The Hankover“    |
| 2010            | Dobrá manželka            | Madeleine        | díl: „Double Jeopardy“ |
| 2011            | Spravedlnost v krvi       | Jolene           | díl: „Little Fish“     |
| 2011            | Escapee                   | Abby Jones       |                        |
| 2011            | Underground               | Jenna Hughes     |                        |
| 2012            | Dumb Girls                | Michelle         | televizní pilot        |
| 2012            | Alter Egos                | Emily            |                        |
| 2012–2013       | 666 Park Avenue           | Libby Griffith   | 2 díly                 |
| 2013            | All Hallows' Eve          | Scarecrow        |                        |
| 2013            | Lucky 7                   | Mary Lavecchia   | hlavní role, 6 dílů    |
| 2014            | Chicago Fire              | Allison Rafferty | vedlejší role, 5 dílů  |
| 2014            | Red Butterfly             | Cleo McKenna     |                        |
| 2015            | The Adversaries           | Emma Fisher      | televizní pilot        |
| 2015            | Stážista                  | Mia              |                        |
| 2016            | Bleed for This            | Ashley           |                        |
| 2015–2017       | Živí mrtví                | Sherry           | vedlejší role, 4 díly  |
| 2017–2018       | The Arrangement           | Megan Morrison   | hlavní role, 20 epizod |
| 2019–současnost | Živí mrtví: Počátek konce | Sherry           | vedlejší role          |